# 잠펠 예세 기아틀센

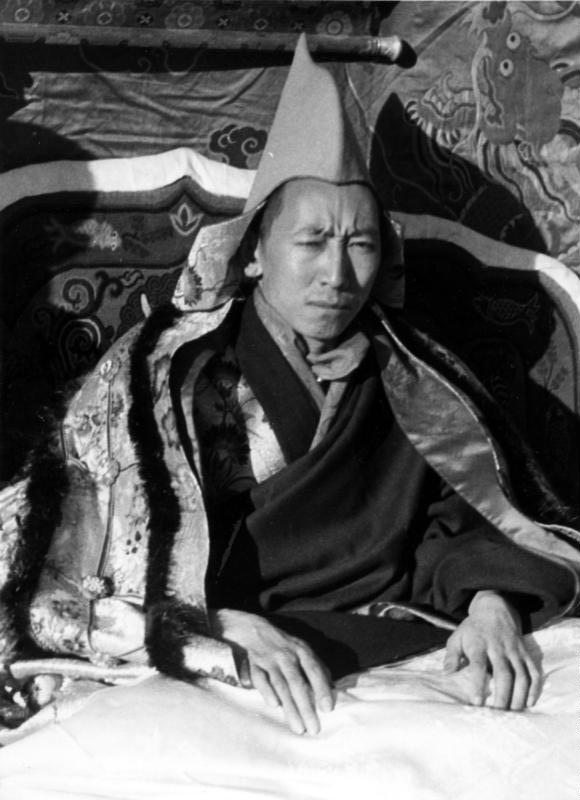
잠펠 예세 기아틀센

잠펠 예세 기아틀센(ཐུབ་བསྟན་འཇམ་དཔལ་ཡེ་ཤེས་རྒྱལ་མཚན་)은 티베트의 활불이다.